# Meurtre d'Emily Jones
 (janvier 2023).
Le 22 mars 2020, Emily Grace Jones, 7 ans, a été poignardée à Queen's Park à Bolton, dans le Grand Manchester, en Angleterre, alors qu'elle conduisait sa trotinette et est décédée peu de temps après,. Eltiona Skana, une Albanaise de 30 ans inconnue de la famille Jones, a été arrêtée sur les lieux puis inculpée de meurtre,.
Skana a plaidé coupable à l'infraction moindre et incluse d'homicide involontaire au motif de responsabilité atténuée le 6 novembre 2020. Après un procès au Minshull Street Crown Court du 26 novembre au 4 décembre, l'accusation de meurtre a été retirée par le procureur et le jury a été invité à rendre officiellement un verdict de non-culpabilité pour meurtre. Le 8 décembre, elle a été condamnée à une peine d'emprisonnement à perpétuité, avec une peine minimale de huit ans, pour homicide involontaire. Le 26 janvier 2021, la peine minimale de Skana a été portée à 10 ans et huit mois, le juge président déclarant que la peine minimale précédente avait été "calculée par erreur".